# غيلبرت باربييه
غيلبرت باربييه (بالفرنسية: Gilbert Barbier) هو سياسي فرنسي، ولد في 3 مارس 1940 في فرنسا. حزبياً، نشط في الاتحاد من أجل حركة شعبية والاتحاد من أجل الديمقراطية الفرنسية.

## مناصب
- انتخب عضو مجلس الشيوخ الفرنسي.
- انتخب عضو مجلس جهوي.
- انتخب رئيس بلدية دول (فرنسا) (13 مارس 1983 – 16 مارس 2008).
- انتخب نائب فرنسي.